# 詹姆斯·古尔德
詹姆斯·古尔德（英語：James Gould，1914年2月1日—1997年8月25日），新西兰男子赛艇运动员。他曾代表新西兰参加1938年大英帝国运动会赛艇比赛，获得男子八人单桨有舵手铜牌。